# Уэстфилд (Айова)
Уэстфилд (англ. Westfield) — американский населенный пункт в округе Плимут, Айова. По данным переписи 2010 года население составляло 132 человек. Код FIPS 19-84090, GNIS ID 0462935, ZIP-код 51062.

## Население
По данным переписи населения 2010 года население составляло 132 человекa, в городе проживало 37 семей, находилось 54 домашних хозяйства и 73 строения с плотностью застройки 216,8 строения на км². Плотность населения 392,0 человека на км². Расовый состав населения: белые - 87,1%, коренные американцы (индейцы) - 3,0%, представители других рас - 3,0%, представители двух или более рас - 6,1%. Испаноязычные составляли 5,3% населения. 
В 2000 году средний доход на домашнее хозяйство составлял $28 929 USD, средний доход на семью $35 833 USD. Мужчины имели средний доход $29 000 USD, женщины $17 500 USD. Средний доход на душу населения составлял $15 211 USD. Около 3,8% семей и 3,6% населения находятся за чертой бедности, включая 6,7% молодежи (до 18 лет) и 0,0% престарелых (старше 65 лет).